# Meteorologická mapa

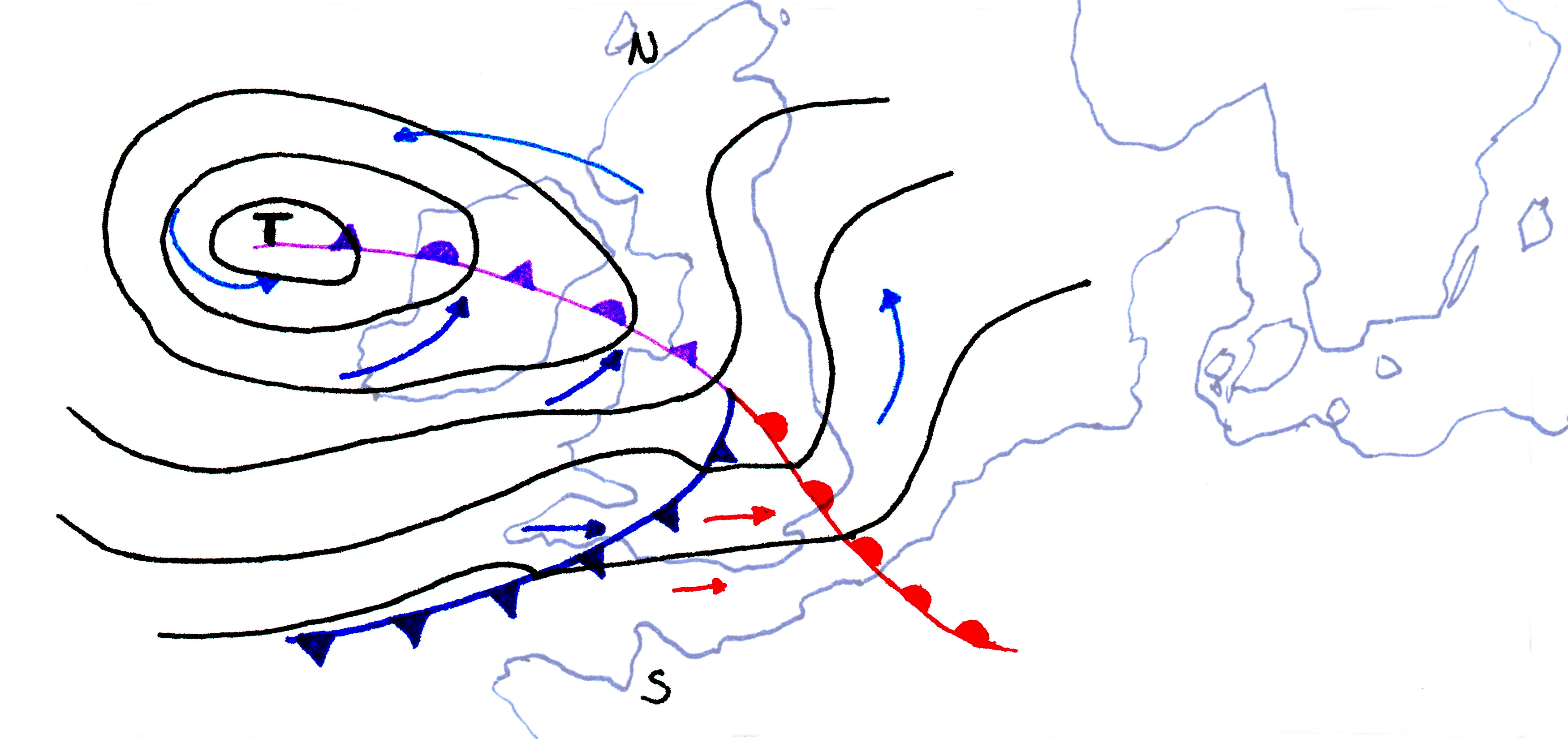
Meteorologická mapa s tlakovou níží (cyklónou T – v češtině by bylo N) a okluzní frontou nad Britskými ostrovy.

Meteorologická mapa je mapa podávající meteorologické informace, zpravidla zobrazuje pole hodnot meteorologických prvků a výskytu meteorologických jevů. Slouží meteorologům a klimatologům k souhrnnému zobrazení dat a informací o stavu počasí, jeho předpokládaném vývoji nebo jeho minulosti. Meteorologických a klimatologických map je řada, neboť se liší podle svého účelu, a ten může být velmi rozdílný.

## Synoptická mapa

Značení atmosférických front:
1. studená fronta; 2. teplá fronta; 3. okluzní fronta; 4. stacionární fronta.
Výstupky označují směr pohybu fronty.

Synoptické mapy slouží k zaznamenání a zobrazení polí hodnot meteorologických prvků a výskytu meteorologických jevů v určitou dobu a obvykle na větším území. Data pro synoptické mapy pocházejí z pozemních synoptických stanic a aerologických stanic (aerologických výstupů). Měření na nich se obvykle provádí v hlavních (0, 6, 12, 18 UTC) a vedlejších (3, 9, 15, 21 UTC) synoptických termínech.

### Přízemní mapa
Přízemní mapa je synoptická mapa, která zobrazuje data z pozemních meteorologických stanic. Mezi základní mapy lze počítat mapu přízemního tlaku vzduchu redukovaného na hladinu moře se staničním kroužkem.

### Výšková mapa
Výšková mapa je synoptická mapa, která zobrazuje data z aerologických stanic. Výškové mapy nás informují o stavu atmosféry ve vyšších hladinách nad povrchem země. Mezi nejdůležitější výškové mapy patří mapy absolutní topografie, mapy relativní topografie a mapa termobarického pole.

#### Mapa absolutní topografie
Mapa absolutní topografie je výšková synoptická mapa, ve které jsou zaznamenány hodnoty vybraných tlakových hladin geopotenciální výšky v geopotenciálních metrech (gpm) – respektive v geopotenciálních dekametrech (gpdm). Mezi standardní tlakové hladiny se řadí hladina 850, 700, 500, 300, 200 a 100 hPa, což odpovídá mapám absolutní topografie AT850, AT700, AT500, AT300, AT200 a AT100.

#### Mapa relativní topografie
Mapa relativní topografie je výšková synoptická mapa, ve které jsou zaznamenány hodnoty tloušťky vrstvy mezi dvěma standardními tlakovými hladinami. Mapy relativní topografie jsou důležité, protože odpovídají průměrné virtuální teplotě mezi danými standardními tlakovými hladinami. Obvykle se používají tlakové hladiny 1000 a 510 hPa – RT 500
1000 .